# Exodus (banda estadunidense)
Exodus é uma banda norte-americana de thrash metal formada em 1979, considerada uma das primeiras e mais importantes bandas do gênero. Sua formação atual consiste do vocalista Rob Dukes, os guitarristas Gary Holt e Lee Altus, o baixista Jack Gibson e o baterista Tom Hunting. Hunting é um dos membros originais, tendo saído por duas vezes e retornando definitivamente em 2007. Holt juntou-se ao grupo pouco tempo após sua criação, sendo o principal compositor e o único integrante a aparecer em todos os lançamentos da banda.
Desde sua formação, o Exodus lançou onze álbuns de estúdio, dois álbuns ao vivo e duas coletâneas e até 2013 já haviam vendido mais de 5 milhões de cópias pelo mundo. Ao lado de Testament, Death Angel, Vio-Lence, Forbidden e Metallica, cujo guitarrista Kirk Hammett foi um dos fundadores do Exodus, são usualmente creditados como pioneiros da cena do thrash metal da Bay Area.
O Exodus teve um sucesso considerável do meio ao fim dos anos 1980 com seus primeiros três discos de estúdio ― Bonded by Blood, Pleasures of the Flesh e Fabulous Disaster. Os elogios da crítica dados a Fabulous Disaster chamaram a atenção de grandes gravadoras, incluindo a Capitol Records, com a qual o Exodus acabou assinando em 1989. A banda ainda lançou mais dois álbuns (Impact Is Imminent e Force of Habit) antes de se separar em 1993. Após se reunir temporariamente entre 1997-1998, o Exodus voltou a atividade em 2001 e desde então já lançaram mais seis discos de estúdio, sendo o Persona Non Grata o álbum de estúdio mais recente

## História

### Formação e primeiros álbuns (1979-1991)
A banda foi formada em 1979 em Richmond, Califórnia, por Tom Hunting (bateria e voz),  Carlton Melson (baixo), Tim Agnello e Kirk Hammett (guitarras). Após a saída de Tim Agnello e a subsequente entrada de Gary Holt em 1982, lançaram algumas fitas demo. Em 1983 Kirk Hammett deixou o Exodus ao aceitar o convite para se juntar ao Metallica e foi substituído por Rick Hunolt. Rob McKillop entrou como baixista e Paul Baloff como vocalista, e em 1985 a banda assinou com gravadora Combat para lançar seu primeiro álbum, chamado Bonded by Blood, que rapidamente se tornou um dos maiores clássicos do thrash metal. Durante os shows de divulgação do álbum, foi filmado um show e a Combat Records lançou o vídeo "Ultimate Revenge I", que tinha, além deles, um show do Slayer e um do Venom.
Em 1986, durante a pré produção do segundo disco, o vocalista Paul Baloff foi demitido do Exodus, devido aos abusos de álcool e drogas que o levavam a não cumprir com os compromissos da banda. Para seu lugar, foi chamado Steve "Zetro" Souza, então vocalista da banda "The Legacy", que após a sua saída passou a ser chamada de Testament. Em 1987 o Exodus lançou o disco Pleasures Of The Flesh. Paul Baloff passou por outras bandas após sua saída, entre elas Heathen, Hirax e Piranha.
Em 1989, lançaram o álbum Fabulous Disaster, com direito a clipes das músicas Toxic Waltz e Corruption. A banda ganhou então um status maior (fato que a levou a assinar com a Major Capitol), porém, sem atingir o nível de popularidade de Metallica, Anthrax, Megadeth e Slayer. Durante a turnê, o baterista Tom Hunting descobriu que estava com alguns problemas cardíacos e teve que deixar a banda, sendo substituído provisoriamente pelo baterista Perry Strickland, original da banda de thrash metal Vio-Lence. Mas como Perry não pode permanecer, logo foi recrutado o baterista John Tempesta, que era roadie de Charlie Benante (baterista do  Anthrax).
Em 1991, a gravadora Combat Records lançou o disco ao vivo Good Friendly Violent Fun e uma coletânea para terminar as pendências que o Exodus tinha antes de assinar com a gravadora Capitol. Já com a Capitol, a banda lançou em 1990 o disco Impact is Imminent. Esse disco prometia ser o passo que a banda esperava para se tornar uma das maiores da época, mas o peso excessivo das guitarras não agradou à gravadora (apesar de ter agradado os fans), fazendo com que a Capitol Records não investisse tanto na banda.

### Fim da banda e reunião (1992-2004)

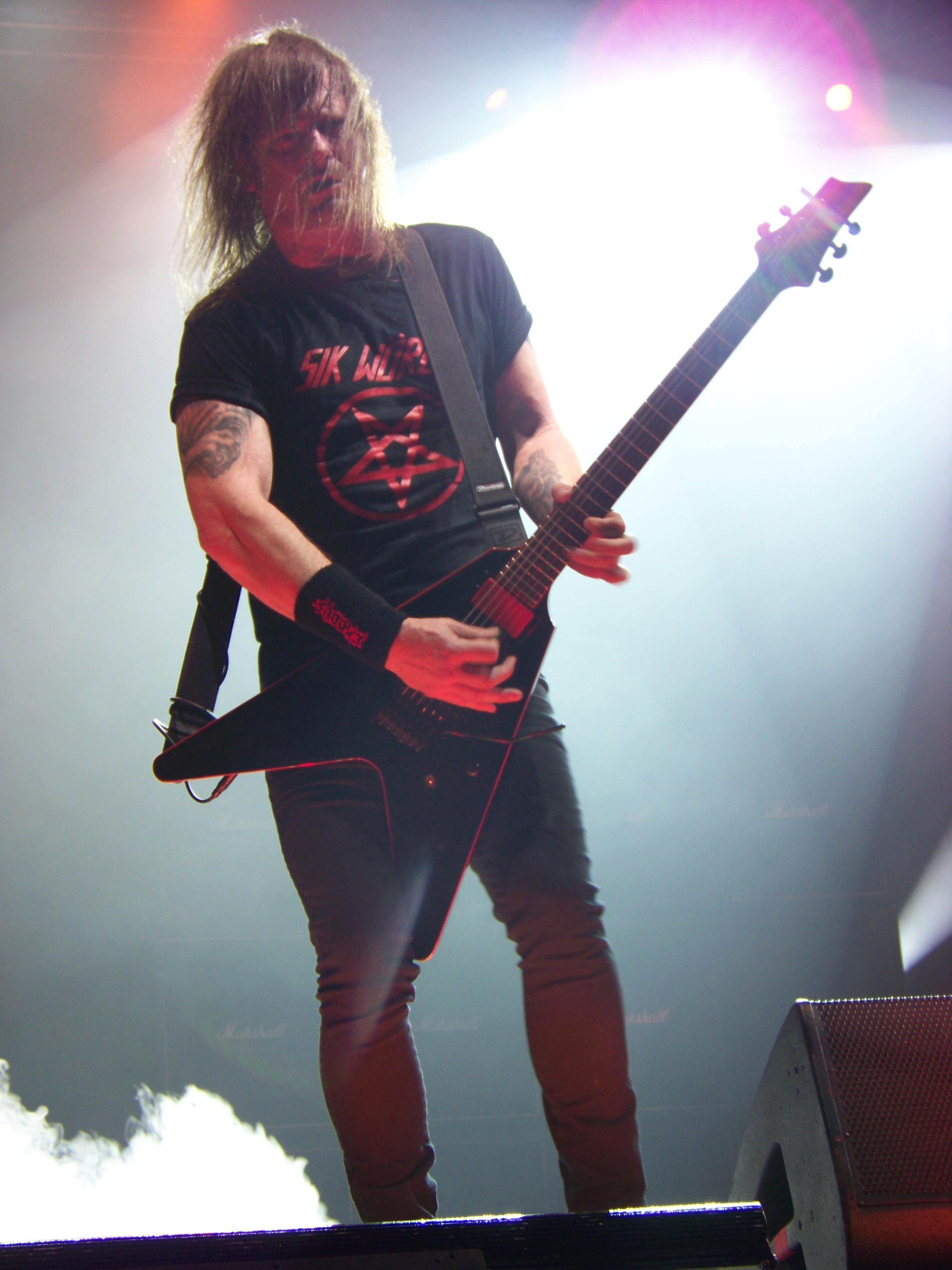
O guitarrista Gary Holt é membro do Exodus desde 1981, e é o único membro que participou de todos os álbuns da banda

Com a decisão da gravadora em colocá-los na "geladeira", a banda resolveu fazer o que ela queria desde o início, que era "uma junção de thrash metal com AC/DC" (devido ao cover gravado na época de Fabulous Disaster para a música "Overdose"). Force of Habit saiu em 1992, e marcou a saída do baixista Rob Mckillop para a entrada de Mike Butler. Porém, a repercussão do disco não foi muito maior que a dos anteriores. Após a decepção da receptividade do álbum, a banda se dissolveu em 1993.
Em 1996 a banda voltou, dessa vez com o retorno de Paul Baloff nos vocais e com Jack Gibson no baixo. Lançaram outro álbum ao vivo, dessa vez chamado Another Lesson in Violence e lançado pela Century Media, fazendo uma turnê pela América do Norte, Europa e chegando ao Brasil em 1997 e voltando em 1998.
Devido a problemas com a gravadora, a banda ficou parcialmente parada até que em 2001, retorna a ativa novamente mas fazendo apenas apresentações na Bay Area. Havia rumores de um novo álbum poderia ser feito quando o pior acontece: em fevereiro de 2002 Paul Baloff sofre um ataque cardíaco e morre. Steve Souza é chamado de volta para terminar os shows agendados.
Determinado a continuar com a banda, Gary Holt inicia as gravações de um novo álbum e lança em 2004, o excelente disco Tempo of the Damned. Esse disco tem excelente repercussão e foi considerado com o melhor álbum de thrash metal dos últimos anos por fãs e crítica. Infelizmente, Steve Souza abandona a banda no meio da turnê do álbum, às vésperas de realizar um show no Brasil, devido a problemas pessoais com os outros integrantes. Para esta data do Brasil, foi chamado o então vocalista do Skin Lab, Steev Squivel, que havia cantado na banda de thrash metal Defiance nos anos 1980 e começo dos 90. Para o resto da turnê, o Exodus foi obrigado a usar mais dois vocalistas diferentes até o final.

### Período com Rob Dukes (2005-2014)
Em 2005, Rick Hunolt sai da banda alegando que queria passar mais tempo com a família, apesar de existirem rumores sobre seu suposto vício em drogas pesadas. É substituído por Lee Altus (guitarrista do Heathen). Durante as gravações sai também Tom Hunting alegando problemas médicos, ele é substituído por Paul Bostaph (ex-Forbidden, Slayer e Testament, entre outras bandas e projetos). Para o lugar de Steve Souza, entrou Rob Dukes, que gravou então seu primeiro álbum com o Exodus, Shovel Headed Kill Machine.
Tom Hunting, ex-baterista e um dos fundadores da banda reassumiu o posto e com isso sai Paul Bostaph. De acordo com Gary Holt (guitarrista e o membro mais antigo da banda), a saída de Paul ocorreu de forma amigável.
Em outubro de 2007 é lançado o álbum The Atrocity Exhibition: Exhibit A, já com Hunting na bateria. Este álbum contém novos elementos de sonorização, porém, não abandona a origem Thrash da banda. Tocaram no festival Wacken Open Air no verão de 2008. Em abril de 2009, o Exodus embarcou numa turnê norte-americana sendo co-headliner com o Kreator. A tour também contava com as bandas Belphegor, Warbringer, e Epicurean. O Exodus depois saiu numa nova excursão dando apoio ao Arch Enemy, que também tinha a presença dos grupos Arsis e Mutiny Within.

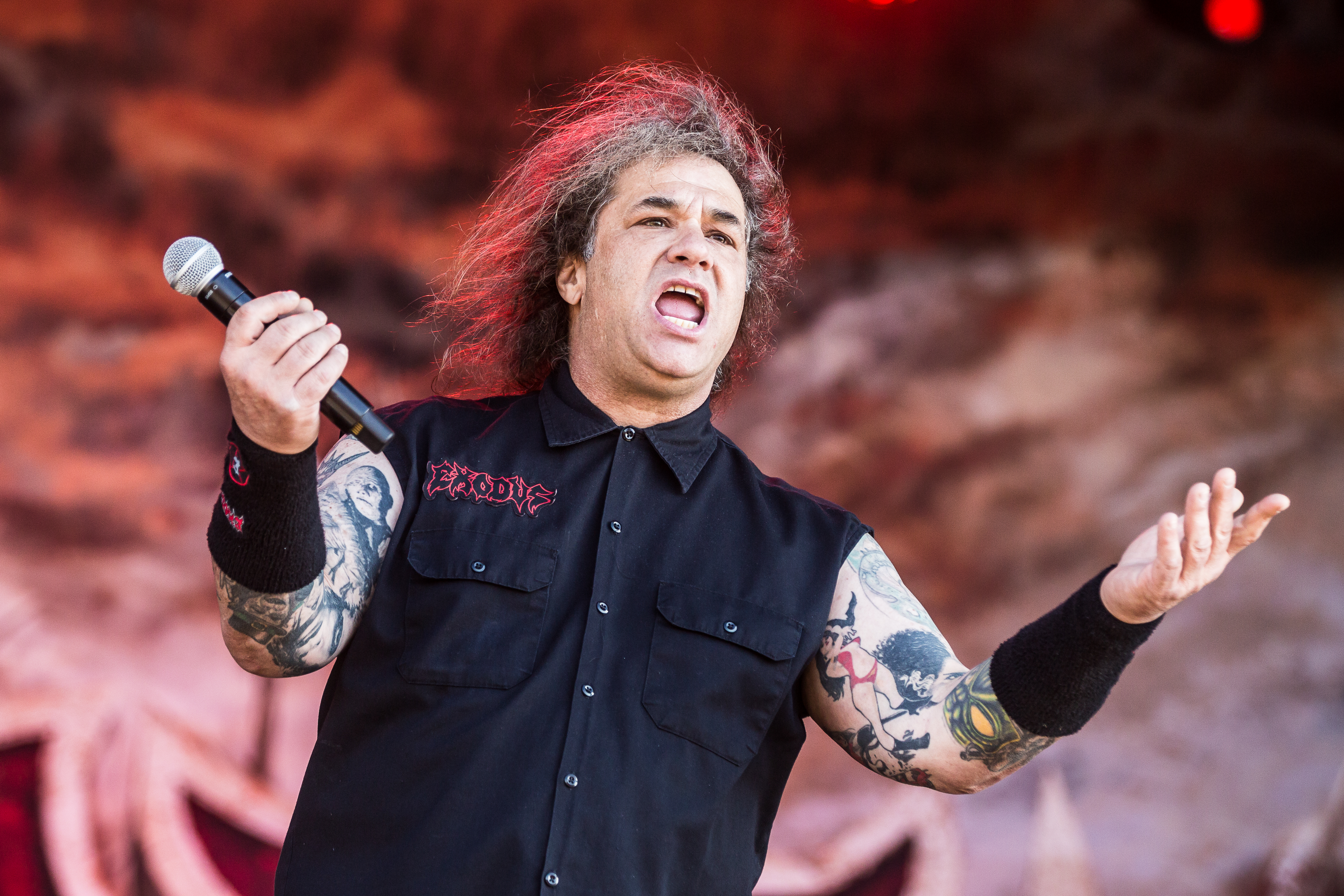
O vocalista Steve "Zetro" Souza, que substituiu Paul Baloff, foi membro do Exodus desde 1986 até sua primeira saída em 1994, e novamente de 2002 a 2004. Ele voltou à banda novamente em 2014.

A banda lançou uma regravação do seu álbum de 1985 Bonded by Blood, que recebeu o título Let There Be Blood. Gary Holt deu a seguinte declaração sobre a decisão da banda de revisitar seu álbum de estreia: "Depois de muitos anos na fase de planejamento e discussão, nós finalmente completamos a regravação de "Bonded By Blood". Nós decidimos chamá-lo de 'Let There Be Blood' e é a nossa maneira de homenagear Paul Baloff, mostrando o quão relevante essas músicas que tínhamos escrito juntos ainda são. Nós não estamos tentando substituir o original, que de qualquer modo é impossível. Estamos apenas dando a essas músicas o benefício da produção moderna. É algo de que falamos desde antes da morte de Paul e que sempre foi importante para nós fazermos. Estávamos super animados em entrar no estúdio novamente para gravar esses clássicos, e agora estamos de volta para escrever o próximo álbum de estúdio!".
O álbum Exhibit B: The Human Condition foi gravado no norte da Califórnia com o produtor britânico Andy Sneap (Megadeth, Arch Enemy, Kreator) e lançado pela Nuclear Blast Records em maio de 2010. Foi anunciado em janeiro de 2010 quando o Exodus estava prestes a entrar na turnê Rust in Peace 20th Anniversary do Megadeth ao lado do Testament. O Exodus foi capa da Decibel magazine's na edição de junho de 2010, na qual contava com um artigo.
A banda foi co-headline com o Kreator, Suicidal Angels e Death Angel no Thrashfest 2010 no final de 2010, e foi uma das bandas principais a se apresentar no Wacken Open Air 2011 (anunciado em  23 de dezembro de 2010).

### Atividade recente (2014-presente)
No dia 08 de junho de 2014, foi anunciada a saída de Rob Dukes e a volta de Steve Souza à banda. Em 26 de junho de 2014, o Exodus anunciou em seu site oficial que seu novo álbum se chamaria Blood In, Blood Out, com lançamento marcado para 14 de outubro. O álbum recebeu boas avaliações da crítica especializada e estreou em 38º na Billboard 200, a melhor posição da banda na parada americana até hoje.
O Exodus participou do festival australiano Soundwave em fevereiro de 2015, tocando durante dois finais de semana. Entre abril e maio tocaram junto ao Testament em sua tour Dark Roots of Thrash II.
A gravação de um novo álbum começou em setembro de 2020. Gary Holt revelou pelo Instagram que o título do próximo álbum será Persona Non Grata que foi lançado em junho de 2021. A faixa "The Beating Will Continue (Until Morale Improves)" foi eleita pela Loudwire como a 11ª melhor música de metal de 2021.
Em junho de 2023, a banda assinou com a gravadora Napalm Records, após ter ficado quase 20 anos com a Nuclear Blast. Em um comunicado à imprensa, Gary Holt afirmou que
 “O Exodus está extremamente animado em anunciar que estamos nos juntando à família Napalm Records! É hora de um novo capítulo para a banda, e estamos animados para entrar para a gravadora e estamos começando a colocar o pé no acelerador e a nos preparar para o próximo disco! Eles nos convenceram com sua paixão e amor pela banda, e para onde iremos no futuro, não poderíamos dizer não. É hora de ir ainda mais longe e não apenas continuar atropelando as pessoas com nossa marca de thrash, é hora de aumentar a contagem de corpos! Aqui inicia um novo começo com a Napalm Records!“.

## Integrantes
| Formação atual - Rob Dukes - vocal (2005-2014, 2025-presente) - Gary Holt - guitarra (1982-presente) - Lee Altus - guitarra (2005-presente) - Jack Gibson - baixo (1997-presente) - Tom Hunting - bateria (1979-89, 1997-05, 2007-presente) Músicos temporários - Perry Strickland – bateria (1989) - Gannon Hall – bateria (1993) - Chris Kontos – bateria (1993) - Steev Esquivel – vocal (2005) - Matt Harvey – vocal (2004) - Nicholas Barker – bateria (2009) - Kragen Lum – guitarra (2013-2019) | Ex-integrantes - Carlton Melson - baixo (1979-1980) - Tim Agnello - guitarra (1979-1981) - Kirk Hammett - guitarra (1979-1983) - Jeff Andrews - baixo (1980-1983) - Keith Stewart - vocal (1980-1981) - Paul Baloff - vocal (1981-1986, 1993, 1997-2002) - Rick Hunolt - guitarra (1983-2005, 2012–2013) - Rob McKillop - baixo (1983-1991) - John Tempesta - bateria (1990-1992) - Mike Butler - baixo (1992-1993) - Paul Bostaph - bateria (2005-2007) - * Steve "Zetro" Souza - vocal (1986-92, 2002-04, 2014-2024) |  |

## Discografia
- 1985 - Bonded by Blood
- 1987 - Pleasures of the Flesh
- 1989 - Fabulous Disaster
- 1990 - Impact is Imminent
- 1992 - Force of Habit
- 2004 - Tempo of the Damned
- 2005 - Shovel Headed Kill Machine
- 2007 - The Atrocity Exhibition: Exhibit A
- 2010 - Exhibit B: The Human Condition
- 2014 - Blood In, Blood Out
- 2021 - Persona Non Grata